# Ruth Wallis
Ruth Wallis (* 5. Januar 1920 in New York City; † 22. Dezember 2007 in South Killingly, Connecticut) war das Pseudonym der US-amerikanischen Sängerin und Songwriterin Ruth Shirley Wohl. Sie war von den 1940er bis Ende der 1960er eine bekannte Kabarettsängerin und Komikerin. Sie schrieb vor allem zweideutige Lieder, entkam aber immer der Zensur, daher galt sie als Königin der Zweideutigkeit.

## Leben
Ruth wurde 1920 als Tochter jüdischer Emigranten aus Österreich geboren. Schon in jungen Jahren schrieb sie eigene Lieder. Noch als sie auf der High School war, begann sie ihre Lieder verkaufen zu wollen, zunächst vergeblich, aber sie wurde als Sängerin bekannt. Sie wählte um diese Zeit ihr Pseudonym nach Wallis Simpson, die seinerzeit den König von England heiratete. Nach ihrem Schulabschluss tourte sie als Sängerin mit verschiedenen Orchestern durch die USA, darunter mit dem von Isham Jones und Benny Goodman. 1942 traf sie in Boston den Club-Manager Hy Pastman. Das Paar heiratete 1945 nach Pastmans Rückkehr aus dem Zweiten Weltkrieg.
1947 wurde sie auf die Novelty Songs aufmerksam gemacht und begann verstärkt eigene Texte zu schreiben. Besonders ihre zweideutigen Lieder waren im prüden Amerika der 50er-Jahre sehr erfolgreich. Gerade deshalb wurde sie kaum im Radio gespielt (und in Boston verboten), dafür stand sie auf der Jukebox-Bestsellerliste und ihre erste LP "ld Party Favorites" verkaufte sich fast eine Million Mal. Als sie Probleme mit ihrer Plattenfirma bekam, gründete sie mit Joe Liebowitz eine einige Firma namens Wallis Original Records, um ihre Platten zu produzieren. Außerdem verlegte die Familie ihren Wohnsitz nach Miami. Wallie tourte weiter durch die Nachtclubs in den USA. Aber 1950 kam es vor dem Obersten Gericht zum Prozess US vs Alpers. Dort wurde festgesetzt, dass es illegal ist, obszöne Schallplatten über Staatsgrenzen zu schicken; auch Wallis war betroffen. Aber für ihre Hörer war es besonders spannend, ihre Schallplatten zu erhalten, weshalb der Verkauf weiterging. Sie blieb zunächst zu Hause, entwickelte ihre Doppeldeutigkeiten weiter und ging nach der Geburt der beiden Kinder bald wieder auf Tournee. Sie war aber auf ihre Novelity Songs festgelegt; Versuche in andere Genres zu kommen, schlugen fehl. Die Gesellschaft wurde liberaler, daher ging sie 1961 auf eine Tournee nach Australien; dort waren ihre Platten weiter verboten. In Sydney wurden ihre Schallplatten vom Zoll konfisziert, was ihre Popularität weiter steigerte. Aber auch hier änderten sich die Zeiten und 1969 gab sie ihr letztes Konzert in Australien.
Mitte der 70er Jahre wurden ihre Lieder nochmal in der Dr. Demento-Show populär. Sie entwickelte drei Broadway-Musicals, die aber nicht aufgeführt wurden. 
Um 2000 traf sie den Musikagenten Mitch Douglas, der schon als kleiner Junge einer ihrer Fans war. Er hatte die Idee, ihr Leben in ein Musical zu bringen, und so entstand Boobs! The Musical: The World According to Ruth Wallis. Dort wurden auch viele ihrer alten Lieder aufgeführt. Die Premiere war 2003; das Stück hatte danach noch ca. 300 Aufführungen und anschließend ging die Truppe damit auf Tournee.
Ruth Wallis starb Ende 2007 an den Folgen der Alzheimer-Krankheit.

## Diskographie (Auswahl)
- "Johnny Had a Yo Yo"
- "Your Daddy Was A Soldier"
- "The American Plan"
- "mama was a star"
- "Queer Things"
- "Boobs"
- "Drill 'Em All"
- "Ubangi"
- "The Pistol Song"
- "He'd Rather Be a Girl"
- "Follies Bergere"
- "Admiral's Daughter"
- "Pizza"
- "De Gay Young Lad"
- "The Pop-Up Song"
- "Cape Canaveral Blues"
- "The Army Gave My Husband Back"
- "The Dinghy Song" (oft verwechselt mit "Davy's Dinghy")
- "Freddie the Fisherman's Song"
- "Hawaiian Lei Song"
- "The Same Little Yo-Yo"
- "Marriage Jewish Style"
- "The Bell Song"

## Familie
Wallis heiratete 1945 Hy Pastman († 1987). Das Paar hatte zwei Söhne.
Das Paar ließ sich 1964 scheiden, beide lebten aber ab 1985 wieder zusammen.